# Beyoncé Knowles diskografi
Den amerikanske moderne R&B-sangerinde Beyoncé Knowles begyndte hendes karriere i slutningen af 1990'erne som en af forsangerne i en af de mest succesfulde amerikanske sanggrupper gennem tiden, Destiny's Child, som har solgt omkring 50 millioner plader verdenen over. Hendes diskografi som soloartist begyndte i 2003 og består af fire studiealbums, to extended plays, fire livealbums, et remixalbum og 42 singler, hvor ti af dem er som gæstesolist og ti soundtracks. Hendes tre første albummer har alle vundet en Grammy Award i kategorien Best Contemporary R&B Album, og samtlige fire albummer røg direkte ind som nummer 1 på den amerikanske Billboard 200. Knowles har gennem tiden opnået fem amerikanske Billboard Hot 100 nummer 1-singler. Af september 2009, har Knowles solgt 75 millioner plader verdenen over som solokunstner, hvilket gør hende til en af de de bedstsælgende musiske kunstnere gennem tiden. I USA har hun solgt over 11,2 mio. albummer og omkring 25 mio. singler af maj 2010. I slutningen af 2009 placerede Billboard Knowles som en af de mest succesfulde kvindelige kunstnere og som den bedste radiokunstner i 2000'er-årtiet, og i februar 2010 placerede Recording Industry Association of America (RIAA) hende i toppen af foreningens liste over bedstsælgende kunstnere i årtiet. I USA alene har hun fået 64 certificeringer, inklusiv albummer, digital sange, ringetoner og musikvideoer. Knowles er også den der modtaget flere ringetoner certifikationer med et samlet antal på 19.
I juni 2003 under pausen i Destiny's Child udgav Knowles hendes første soloalbum, Dangerously in Love, som røg ind som nummer 1 på den amerikanske Billboard 200-hitliste. Albummet indeholder singler som "Crazy in Love", "Baby Boy", "Me, Myself & I" og "Naughty Girl". Med "Crazy in Love" og Dangerously in Love blev Knowles den første kvindelige kunstner – og den 5. kunstner nogensinde – til have både singler og albummer på hitlister samtidig i USA og Storbritannien. I 2003 opnåede "Crazy in Love" sin højeste placering som nummer 1 på den amerikanske Billboard Hot 100 i 8 uger i træk, hvorimod "Baby Boy" kun beholdt sin førsteplads i en enkelt uge. Dangerously in Love er stadig Knowles' bedstsælgende albummer til dato med et salgstal på mere end 4,7 millioner udgaver i USA alene, af juli 2011, og mere end 11 millioner udgaver verdenen over i begyndelsen af 2011. After the disbandment of Destiny's Child in 2005, Knowles fortsatte hendes solokarriere med udgivelsen af "Check on It" med gæstesolistenSlim Thug, som blev indspillet til soundtracket til The Pink Panther, og singlen lå som nummer 1 på den amerikanske Billboard Hot 100 i fem uger. Sangen blev senere inkluderet på hendes andet studiealbum, B'Day (2006). Mange af temaerne og den musiske stil på albummet blev inspireret af Knowles' rolle i Dreamgirls. B'Day indeholder 6 singler, inklusiv top-ti-hits som "Déjà Vu", "Irreplaceable" og "Beautiful Liar". "Ring the Alarm" blev Knowles laveste debut på den amerikanske Billboard Hot 100, da den røg ind som nummer 12 i 2006. "Irreplaceable" forblev i toppen af samme hitliste i ti uger i træk i 2007, og blev dermed Knowles længste aktive single på samme placering på den liste. Af april 2011 har B'Day solget over 3,3 millioner udgaver i USA.
I september 2008 optrådte Knowles til velgørenhedssinglen, "Just Stand Up!". Hendes tredje studiealbum I Am... Sasha Fierce som er et dobbeltalbum, som blev udgivet i november 2008. Den røg direkte ind som nummer 1 på den amerikanske Billboard 200, og blev dermed Knowles tredje album i træk som debuterer som nummer 1 i USA. Den indeholder singler som "If I Were a Boy", "Single Ladies (Put a Ring on It)", som lå nummer 1 på den amerikanske Billboard Hot 100-hitliste i 4 uger, "Halo" og "Sweet Dreams". Med udgivelsen af "Video Phone" på Hot R&B/Hip-Hop Songs-hitlisten blev I Am... Sasha Fierce det første album i det 21. århundrede til at have syv sange på hitlisten. "Single Ladies" er Knowles' bedstsælgende single, da den har solgt omkring 4,2 millioner digitale downloads af august 2010 i USA, og over 7 millioner udgaver verdenen over af marts 2011. Af juli 2010 har sange fra I Am... Sasha Fierce sammenlagt solgt over 12.305.000 enheder i USA. Knowles' fjerde studiealbum 4 blev udgivet den 24. juni 2011. Den første udgivede single fra albummet "Run the World (Girls)", som er lavet i samarbejde med dancehall-gruppen Major Lazer over gruppens hit "Pon de Floor", hvor Knowles synger vokal, blev udgivet den 21. april og den anden single, "Best Thing I Never Had", blev udgivet den 1. juni 2011.

## Albummer

### Studiealbummer
| Titel                                                                              | Albumdetaljer | Højest opnåede placeringer | Højest opnåede placeringer | Højest opnåede placeringer | Højest opnåede placeringer | Højest opnåede placeringer | Højest opnåede placeringer | Højest opnåede placeringer | Højest opnåede placeringer | Højest opnåede placeringer | Højest opnåede placeringer | Højest opnåede placeringer | Certificeringer | Salg                                                                         |
| Titel                                                                              | Albumdetaljer | USA                        | USA R&B                    | AUS                        | CAN                        | DK                         | GER                        | IRE                        | NL                         | NZ                         | SW                         | UK                         | Certificeringer | Salg                                                                         |
| ---------------------------------------------------------------------------------- | --- | -------------------------- | -------------------------- | -------------------------- | -------------------------- | -------------------------- | -------------------------- | -------------------------- | -------------------------- | -------------------------- | -------------------------- | -------------------------- | --- | ---------------------------------------------------------------------------- |
| Dangerously in Love                                                                | - Udgivet: 24. juni, 2003 - Udgiver: Columbia (#86386) - Format: CD, LP, digital download                          | 1                          | 1                          | 2                          | 1                          | 5                          | 1                          | 1                          | 4                          | 8                          | 2                          | 1                          | - US: 4× Platin - AUS: Platin - CAN: Platin - GER: Platin - NL: Gold - NZ: Platin - SW: Platin - UK: 2× Platin              | - Verdenen: 11.000.000 - USA: 4.700.000 - UK: 1.143.299                      |
| B'Day                                                                              | - Udgivet: 5. september, 2006 - Udgiver: Columbia, Music World (#90920) - Format: CD, CD/DVD, LP, digital download | 1                          | 1                          | 8                          | 3                          | 8                          | 5                          | 3                          | 5                          | 8                          | 2                          | 3                          | - US: 3× Platin - AUS: Platin - CAN: Platin - GER: Guld - IRE: 3× Platin - NZ: Platin - UK: Platin - SW: Guld               | - Verdenen: 7.000.000 - USA: 3.300.000 - UK: 385.078 (Kun standardversionen) |
| I Am... Sasha Fierce                                                               | - Udgivet: 18. november 2008 - Udgiver: Columbia (#719492) - Format: CD, CD/DVD, LP, digital download              | 1                          | 1                          | 3                          | 6                          | 25                         | 17                         | 1                          | 6                          | 3                          | 7                          | 2                          | - US: 2× Platin - AUS: 3× Platin - CAN: 2× Platin - GER: Platin - IRE: 2× Platin - NZ: 2× Platin - SW: Guld - UK: 4× Platin | - Verdenen: 7.000.000 - USA: 2.900.000 - UK: 1.411.189                       |
| 4                                                                                  | - Udgivet: 24. juni, 2011 - Udgiver: Columbia - Format: CD, digital download                                       | 1                          | 1                          | 2                          | 3                          | 5                          | 5                          | 1                          | 2                          | 3                          | 1                          | 1                          | - AUS: Guld | - Verdenen: 2.100.000 - USA: 1.000.000 - CAN: 8.700 - UK: 400.000            |
| "—" betyder at materialet ikke blev udgivet eller ikke blev placeret på hitlisten. | |                            |                            |                            |                            |                            |                            |                            |                            |                            |                            |                            | |                                                                              |

### Livealbummer
| Live at Wembley                                                                    | - Udgivet: April 26, 2004 - Udgiver: Columbia - Format: CD, digital download        | 17 | 8  | 59 | 26 | —  | 1 | — | 1  | 5 | — | - AUS: 2× Platin - US: 2× Platin            |
| The Beyoncé Experience Live                                                        | - Udgivet: 16. november, 2007 - Udgiver: Columbia - Format: CD, digital download    | —  | —  | —  | —  | —  | 2 | — | 8  | 9 | 9 | - AUS: 2× Platin - PT: Guld - US: 3× Platin |
| I Am... Yours: An Intimate Performance at Wynn Las Vegas                           | - Udgivet: 20. november 20, 2009 - Udgiver: Columbia - Format: CD, digital download | —  | —  | 85 | 18 | 8  | 1 | — | 11 | — | 6 | - AUS: Platin - US: 2× Platin               |
| I Am... World Tour                                                                 | - Udgivet: 30. november, 2010 - Udgiver: Columbia - Formats: CD, digital download   | —  | 40 | —  | 8  | 15 | 1 | 5 | 6  | 6 | 1 | - AUS: Platin - US: 2× Platin               |
| "—" betyder at materialet ikke blev udgivet eller ikke blev placeret på hitlisten. |                                                                                     |    |    |    |    |    |   |   |    |   |   |                                             |

### Remixalbums
| Above and Beyoncé – Video Collection & Dance Mixes                                 | - Udgivet: 16. juni, 2009 - Udgiver: Columbia - Format: CD/DVD, digital download | 35 | 23 | - USA: 14.000 |
| "—" betyder at materialet ikke blev udgivet eller ikke blev placeret på hitlisten. |                                                                                  |    |    |               |

### EP'er
| Irreemplazable                                                                     | - Udgiver: 28. august, 2007 - Udgivet: Columbia - Formata: CD/DVD, CD, digital download | 105 | 41 | - USA: 57,000 |
| Heat                                                                               | - Udgivet: februar 2011 - Udgiver: Columbia - Format: CD                                | —   | —  |               |
| "—" betyder at materialet ikke blev udgivet eller ikke blev placeret på hitlisten. |                                                                                         |     |    |               |

### Andre udgivelser
| Titel                        | Albumdetaljer                                                                                   | Bemærkninger                                              |
| ---------------------------- | ----------------------------------------------------------------------------------------------- | --------------------------------------------------------- |
| Speak My Mind                | - Udgivet: 24. februar, 2005 - Udgiver: Sony Music Entertainment - Format: CD, digital download | - Indeholder remix og out-takes fra 'Dangerously in Love  |
| Beyoncé Karaoke Hits, Vol. I | - Udgivet: 11. marts, 2008 - Udgiver: Columbia - Format: CD, digital download                   | - Indeholder karaoke-versioner af nogle af Knowles' sange |

## Singler
| "Crazy in Love" (med Jay-Z)                                                        | 2003 | 1  | 1  | 2  | 2  | 5  | 6  | 1  | 2  | 2  | 1   | - USA: Guld - AUS: Platin - NZ: Platin - UK: Sølv                                                | Dangerously in Love  |
| "Baby Boy" (med Sean Paul)                                                         | 2003 | 1  | 1  | 3  | 2  | 6  | 4  | 6  | 8  | 2  | 2   | - USA: Platin - AUS: Platin - NZ: Platin                                                         | Dangerously in Love  |
| "Me, Myself and I"                                                                 | 2003 | 4  | 2  | 11 | 7  | —  | 35 | 21 | 14 | 18 | 11  | - USA: Guld                                                                                      | Dangerously in Love  |
| "Naughty Girl"                                                                     | 2004 | 3  | 8  | 9  | 2  | 15 | 16 | 14 | 10 | 6  | 10  | - USA: Guld - AUS: Guld - NZ: Guld                                                               | Dangerously in Love  |
| "Check on It" (med Slim Thug)                                                      | 2005 | 1  | 3  | —  | 5  | —  | 11 | 5  | 5  | 1  | 3   | - CAN: Platinum - US: Platin - NZ: Platin                                                        | Number 1's           |
| "Déjà Vu" (med Jay-Z)                                                              | 2006 | 4  | 1  | 12 | 14 | —  | 9  | 3  | 17 | 15 | 1   | - USA: Guld                                                                                      | B'Day                |
| "Ring the Alarm"                                                                   | 2006 | 11 | 3  | —  | —  | —  | —  | —  | —  | —  | 112 | - USA: Guld                                                                                      | B'Day                |
| "Irreplaceable"                                                                    | 2006 | 1  | 1  | 1  | 2  | —  | 11 | 1  | 3  | 1  | 4   | - USA: 3× Platin - AUS: Platin - CAN: Platin - NZ: Platin                                        | B'Day                |
| "Beautiful Liar" (med Shakira)                                                     | 2007 | 3  | 70 | 5  | 2  | 4  | 1  | 1  | 1  | 1  | 1   | - USA: Platin - AUS: Guld - GER: Gold - NZ: Guld - UK: Sølv                                      | B'Day                |
| "Get Me Bodied"                                                                    | 2007 | 46 | 5  | —  | —  | —  | —  | —  | —  | —  | —   |                                                                                                  | B'Day                |
| "Green Light"                                                                      | 2007 | —  | —  | —  | —  | —  | —  | 46 | 18 | —  | 12  |                                                                                                  | B'Day                |
| "If I Were a Boy"                                                                  | 2008 | 3  | 16 | 3  | 4  | 1  | 3  | 2  | 1  | 2  | 1   | - USA: 2× Platin - AUS: Platin - CAN: 2× Platin - GER: Guld - NZ: Platin - UK: Guld              | I Am... Sasha Fierce |
| "Single Ladies (Put a Ring on It)"                                                 | 2008 | 1  | 1  | 5  | 2  | 21 | —  | 4  | 8  | 2  | 7   | - USA: 4× Platin - AUS: 3× Platin - CAN: 2× Platin - NZ: Platin - SW: Platin - UK: Guld          | I Am... Sasha Fierce |
| "Diva"                                                                             | 2009 | 19 | 3  | 40 | —  | —  | —  | 50 | —  | 26 | 72  | - USA: Guld                                                                                      | I Am... Sasha Fierce |
| "Halo"                                                                             | 2009 | 5  | 16 | 3  | 3  | 15 | 5  | 4  | 9  | 2  | 4   | - USA: 2× Platin - AUS: 3× Platin - CAN: Platin - GER: Guld - NZ: Platin - SW: Platin - UK: Guld | I Am... Sasha Fierce |
| "Ego"                                                                              | 2009 | 39 | 3  | —  | —  | —  | —  | —  | —  | 11 | 60  | - USA: Guld                                                                                      | I Am... Sasha Fierce |
| "Sweet Dreams"                                                                     | 2009 | 10 | 48 | 2  | 17 | 16 | 8  | 4  | 26 | 1  | 5   | - USA: Platin - AUS: Platin - NZ: Platin                                                         | I Am... Sasha Fierce |
| "Broken-Hearted Girl"                                                              | 2009 | —  | —  | 14 | —  | —  | 14 | 20 | —  | —  | 27  |                                                                                                  | I Am... Sasha Fierce |
| "Video Phone"                                                                      | 2009 | 65 | 37 | 31 | —  | —  | —  | —  | —  | 32 | 58  |                                                                                                  | I Am... Sasha Fierce |
| "Run the World (Girls)"                                                            | 2011 | 29 | 30 | 10 | 16 | 27 | —  | 11 | 25 | 9  | 11  | - AUS: Platin - NZ: Guld                                                                         | 4                    |
| "Best Thing I Never Had"                                                           | 2011 | 23 | 14 | 18 | 40 | 35 | —  | 2  | 28 | 9  | 3   | - AUS: Guld                                                                                      | 4                    |
| "—" betyder at materialet ikke blev udgivet eller ikke blev placeret på hitlisten. |      |    |    |    |    |    |    |    |    |    |     |                                                                                                  |                      |

### Som gæstesolist
| "I Got That" (Amil med Beyoncé)                                                    | 2000 | —  | 101 | —  | —  | —  | — | —  | — | —  | — |                                                            | All Money Is Legal                   |
| "'03 Bonnie & Clyde" (Jay-Z med Beyoncé)                                           | 2002 | 4  | 2   | 2  | 6  | 16 | 6 | 8  | 9 | 4  | 2 | - USA: Guld - AUS: Platin                                  | The Blueprint²: The Gift & the Curse |
| "The Closer I Get to You" (Luther Vandross med Beyoncé)                            | 2004 | —  | 62  | —  | —  | —  | — | —  | — | —  | — |                                                            | Dance with My Father                 |
| "Hollywood" (Jay-Z med Beyoncé)                                                    | 2007 | —  | 58  | 98 | —  | —  | — | —  | — | —  | — |                                                            | Kingdom Come                         |
| "Amor Gitano" (Alejandro Fernández med Beyoncé)                                    | 2007 | —  | —   | —  | —  | —  | — | —  | — | —  | — |                                                            | Viento a Favor                       |
| "Until the End of Time" (Justin Timberlake med Beyoncé)                            | 2007 | 17 | 3   | —  | —  | —  | — | —  | — | 31 | — | - US: Guld                                                 | FutureSex/LoveSounds Deluxe Edition  |
| "Love in This Club, Part II" (Usher med Lil Wayne og Beyoncé)                      | 2008 | 18 | 7   | 96 | 69 | —  | — | —  | — | —  | — | - US: Platin                                               | Here I Stand                         |
| "Put It in a Love Song" (Alicia Keys med Beyoncé)                                  | 2010 | —  | 60  | 18 | 71 | —  | — | 26 | — | 24 | — | - AUS: Guld                                                | The Element of Freedom               |
| "Telephone" (Lady Gaga feat. Beyoncé)                                              | 2010 | 3  | —   | 3  | 3  | 1  | 3 | 1  | 6 | 3  | 1 | - AUS: 3× Platin - CAN: 3× Platin - GER: Guld - NZ: Platin | The Fame Monster                     |
| "—" betyder at materialet ikke blev udgivet eller ikke blev placeret på hitlisten. |      |    |     |    |    |    |   |    |   |    |   |                                                            |                                      |

### Soundtrack og promeringssingler
| Titel                                                                              | År   | Højest opnåede placering | Højest opnåede placering | Højest opnåede placering | Højest opnåede placering | Højest opnåede placering | Højest opnåede placering | Højest opnåede placering | Højest opnåede placering | Højest opnåede placering | Højest opnåede placering | Certifikationer | Album                                           |
| Titel                                                                              | År   | US                       | US R&B                   | AUS                      | CAN                      | DK                       | GER                      | IRE                      | NL                       | NZ                       | UK                       | Certifikationer | Album                                           |
| ---------------------------------------------------------------------------------- | ---- | ------------------------ | ------------------------ | ------------------------ | ------------------------ | ------------------------ | ------------------------ | ------------------------ | ------------------------ | ------------------------ | ------------------------ | --------------- | ----------------------------------------------- |
| "Work It Out"                                                                      | 2002 | —                        | —                        | 21                       | —                        | —                        | 75                       | 12                       | 30                       | 36                       | 7                        | - AUS: Guld     | Austin Powers in Goldmember                     |
| "Daddy"                                                                            | 2003 | —                        | —                        | —                        | —                        | —                        | —                        | —                        | —                        | —                        | —                        |                 | Dangerously in Love                             |
| "What's It Gonna Be"                                                               | 2003 | —                        | —                        | —                        | —                        | —                        | —                        | —                        | —                        | —                        | —                        |                 | Sang ikke på album                              |
| "Fighting Temptation" (med Missy Elliott, MC Lyte, & Free)                         | 2003 | —                        | —                        | —                        | 34                       | —                        | 54                       | —                        | 11                       | —                        | —                        |                 | The Fighting Temptations                        |
| "Summertime" (med P. Diddy)                                                        | 2003 | —                        | 35                       | —                        | —                        | —                        | —                        | —                        | —                        | —                        | —                        |                 | The Fighting Temptations                        |
| "One Night Only"                                                                   | 2006 | —                        | —                        | —                        | —                        | —                        | —                        | —                        | —                        | —                        | 67                       |                 | Dreamgirls: Music from the Motion Picture       |
| "Listen"                                                                           | 2007 | 61                       | 23                       | —                        | —                        | —                        | 18                       | 6                        | —                        | —                        | 8                        |                 | Dreamgirls: Music from the Motion Picture       |
| "Upgrade U" (med Jay-Z)                                                            | 2007 | 59                       | 11                       | —                        | —                        | —                        | —                        | —                        | —                        | —                        | 176                      |                 | B'Day                                           |
| "At Last"                                                                          | 2008 | 67                       | 79                       | —                        | 45                       | —                        | —                        | —                        | —                        | —                        | 168                      |                 | Cadillac Records: Music from the Motion Picture |
| "Fever"                                                                            | 2010 | —                        | —                        | —                        | —                        | —                        | —                        | —                        | —                        | —                        | —                        |                 | Heat                                            |
| "Why Don't You Love Me"                                                            | 2010 | —                        | —                        | 73                       | —                        | —                        | —                        | —                        | —                        | —                        | 51                       |                 | I Am... Sasha Fierce                            |
| "Wishing on a Star"                                                                | 2010 | —                        | —                        | —                        | —                        | —                        | —                        | —                        | —                        | —                        | —                        |                 | Sang ikke på album                              |
| "1+1"                                                                              | 2011 | 57                       | —                        | —                        | 82                       | —                        | —                        | —                        | —                        | —                        | 76                       |                 | 4                                               |
| "—" betyder at materialet ikke blev udgivet eller ikke blev placeret på hitlisten. |      |                          |                          |                          |                          |                          |                          |                          |                          |                          |                          |                 |                                                 |

### Velgørenhedssingler
| "What More Can I Give" (med Michael Jackson og andre kunstnere)                    | 2003 | —  | —  | —  | —  | —  | —  | —  | —  | For at mindes ofrene for terrorangrebet den 11. september 2001.                   |
| "Just Stand Up!" (med Artists Stand Up to Cancer)                                  | 2008 | 11 | 57 | 73 | 39 | 10 | 11 | 19 | 26 | Del af Stand Up to Cancer-kampagnen.                                              |
| "God Bless the USA"                                                                | 2011 | —  | —  | —  | —  | —  | —  | —  | —  | For at indsamle til New York Police and Fire Widows' and Children's Benefit Fund. |
| "Irreplaceable" (live på Glastonbury)                                              | 2011 | —  | —  | —  | —  | —  | —  | —  | 33 | For at indsamle penge til Oxfam , WaterAid & Greenpeace                           |
| "—" betyder at materialet ikke blev udgivet eller ikke blev placeret på hitlisten. |      |    |    |    |    |    |    |    |    |                                                                                   |

## Andre hitlisteplacerede sange
| "Dangerously in Love 2"                                                            | 2004 | 57 | 17 | —  | —  | —   | - USA: Guld | Dangerously in Love  |
| "Kitty Kat"                                                                        | 2006 | —  | 66 | —  | —  | —   |             | B'Day                |
| "Ave Maria"                                                                        | 2008 | —  | —  | —  | —  | 150 |             | I Am... Sasha Fierce |
| "Radio"                                                                            | 2009 | —  | —  | 14 | —  | —   |             | I Am... Sasha Fierce |
| "Countdown"                                                                        | 2011 | —  | 66 | —  | —  | —   |             | 4                    |
| "End of Time"                                                                      | 2011 | —  | —  | —  | —  | 62  |             | 4                    |
| "I Was Here"                                                                       | 2011 | —  | —  | —  | 74 | 131 |             | 4                    |
| "I Miss You"                                                                       | 2011 | —  | —  | —  | —  | 184 |             | 4                    |
| "Party" (med André 3000)                                                           | 2011 | —  | 58 | —  | —  | —   |             | 4                    |
| "—" betyder at materialet ikke blev udgivet eller ikke blev placeret på hitlisten. |      |    |    |    |    |     |             |                      |

## Albumoptrædner
| År   | Sang                            | Andre kunstnere            | Album                                                    |
| ---- | ------------------------------- | -------------------------- | -------------------------------------------------------- |
| 1999 | "Crazy Feelings"                | Missy Elliott              | Da Real World                                            |
| 2002 | "Nothing out There for Me"      | Missy Elliott              | Under Construction                                       |
| 2003 | "Naive"                         | Solange, Da Brat           | Solo Star                                                |
| 2003 | "Bienvenue"                     | IAM                        | Revoir un Printemps                                      |
| 2003 | "What More Can I Give"          | N/A                        | Terrorangrebene d. 11. sep. 2001                         |
| 2005 | "So Amazing"                    | Stevie Wonder              | So Amazing: An All-Star Tribute to Luther Vandross       |
| 2005 | "All That I'm Lookin For"       | Kelly Rowland, Kitten Sera | The Katrina CD                                           |
| 2008 | "Honesty"                       | N/A                        | Mathew Knowles & Music World Present Vol.1: Love Destiny |
| 2009 | "Venus vs. Mars" (ukreditteret) | Jay-Z                      | The Blueprint 3                                          |
| 2010 | "See Me Now"                    | Kanye West, Charlie Wilson | My Beautiful Dark Twisted Fantasy                        |
| 2011 | "Lift Off"                      | Kanye West, Jay-Z          | Watch the Throne                                         |

## Soundtrackoptrædner
| År   | Ssng                                      | Andre kunstnere                                                                              | Film                        |
| ---- | ----------------------------------------- | -------------------------------------------------------------------------------------------- | --------------------------- |
| 1999 | "After All Is Said and Done"              | Marc Nelson                                                                                  | The Best Man                |
| 2000 | "Have Your Way"                           | Kelly Rowland                                                                                | His Woman His Wife          |
| 2001 | "If Looks Could Kill (You Would Be Dead)" | Mos Def, Sam Sarpong                                                                         | Carmen: A Hip Hopera        |
| 2001 | "Cards Never Lie"                         | Wyclef Jean, Rah Digga                                                                       | Carmen: A Hip Hopera        |
| 2001 | "The Last Great Seduction"                | Mekhi Phifer                                                                                 | Carmen: A Hip Hopera        |
| 2001 | "Stop That!"                              | Mekhi Phifer                                                                                 | Carmen: A Hip Hopera        |
| 2002 | "Hey Goldmember"                          | Devin, Solange                                                                               | Austin Powers in Goldmember |
| 2003 | "Keep Giving Your Love to Me"             | N/A                                                                                          | Bad Boys II                 |
| 2003 | "Fever"                                   | N/A                                                                                          | The Fighting Temptations    |
| 2003 | "Everything I Do"                         | N/A                                                                                          | The Fighting Temptations    |
| 2003 | "Swing Low, Sweet Chariot"                | N/A                                                                                          | The Fighting Temptations    |
| 2003 | "He Still Loves Me"                       | Walter Williams, Sr.                                                                         | The Fighting Temptations    |
| 2003 | "Time to Come Home"                       | Melba Moore, Angie Stone                                                                     | The Fighting Temptations    |
| 2005 | "Wishing on a Star" (Bonus Mix)           | N/A                                                                                          | Roll Bounce                 |
| 2006 | "A Woman Like Me"                         | N/A                                                                                          | The Pink Panther            |
| 2006 | "Check on It"                             | N/A                                                                                          | The Pink Panther            |
| 2006 | "Move"                                    | Jennifer Hudson, Anika Noni Rose                                                             | Dreamgirls                  |
| 2006 | "Fake Your Way to the Top"                | Jennifer Hudson, Eddie Murphy, Anika Noni Rose                                               | Dreamgirls                  |
| 2006 | "Cadillac Car"                            | Eddie Murphy, Anika Noni Rose, Jennifer Hudson, Rory O'Malley, Laura Bell Bundy, Anne Warren | Dreamgirls                  |
| 2006 | "Steppin' to the Bad Side"                | Hinton Battle, Jamie Foxx, Jennifer Hudson, Eddie Murphy, Keith Robinson, Anika Noni Rose    | Dreamgirls                  |
| 2006 | "I Want You Baby"                         | Jennifer Hudson, Eddie Murphy, Anika Noni Rose                                               | Dreamgirls                  |
| 2006 | "Family"                                  | Jamie Foxx, Jennifer Hudson, Keith Robinson, Anika Noni Rose                                 | Dreamgirls                  |
| 2006 | "Dreamgirls"                              | Jennifer Hudson, Anika Noni Rose                                                             | Dreamgirls                  |
| 2006 | "Heavy"                                   | Jennifer Hudson, Anika Noni Rose                                                             | Dreamgirls                  |
| 2006 | "It's All Over"                           | Jamie Foxx, Jennifer Hudson, Sharon Leal, Keith Robinson, Sharon Leal, Anika Noni Rose       | Dreamgirls                  |
| 2006 | "I'm Somebody"                            | Sharon Leal, Anika Noni Rose                                                                 | Dreamgirls                  |
| 2006 | "Lorell Loves Jimmy" / "Family (Reprise)" | Sharon Leal, Anika Noni Rose                                                                 | Dreamgirls                  |
| 2006 | "Step on Over"                            | Sharon Leal, Anika Noni Rose                                                                 | Dreamgirls                  |
| 2006 | "One Night Only (Disco)"                  | Jennifer Hudson, Anika Noni Rose, Sharon Leal                                                | Dreamgirls                  |
| 2006 | "Hard to Say Goodbye"                     | Sharon Leal, Anika Noni Rose                                                                 | Dreamgirls                  |
| 2006 | "Dreamgirls (Finale)"                     | Jennifer Hudson, Sharon Leal, Anika Noni Rose                                                | Dreamgirls                  |
| 2006 | "Family (End Title)"                      | Jamie Foxx, Jennifer Hudson, Keith Robinson, Anika Noni Rose                                 | Dreamgirls                  |
| 2006 | "When I First Saw You (Duet)"             | Jamie Foxx                                                                                   | Dreamgirls                  |
| 2007 | "Daddy"                                   | N/A                                                                                          | Daddy's Little Girls        |
| 2007 | "Flaws and All"                           | N/A                                                                                          | Why Did I Get Married?      |
| 2008 | "Once in a Lifetime"                      | N/A                                                                                          | Cadillac Records            |
| 2008 | "I'd Rather Go Blind"                     | N/A                                                                                          | Cadillac Records            |
| 2008 | "Trust in Me"                             | N/A                                                                                          | Cadillac Records            |
| 2008 | "All I Could Do Was Cry"                  | N/A                                                                                          | Cadillac Records            |
| 2009 | "Smash into You"                          | N/A                                                                                          | Obsessed                    |
| 2011 | "Irreplaceable"                           | N/A                                                                                          | Songs for Japan             |